# Julius Yego
Julius Yego Kiplagat (Cheptonon, Kenia, 4 de enero de 1989) es un atleta keniano especializado en pruebas de lanzamiento, sus mejores clasificaciones los ha conseguido en la prueba de lanzamiento de jabalina. En su carrera deportiva ostenta un título mundial, una medalla de oro en los Juegos de la Mancomunidad, y una medalla de plata en los Juegos Olímpicos.

## Trayectoria

### Primeros años
Nació en el área rural de Kenia, como el cuarto de ocho hermanos de una familia de granjeros. Desde muy joven trabajó en sembrados de maíz y azúcar, así como en el cuidado de las vacas de su padre, lo que le daba la oportunidad de elaborar largas varas de madera que tiraba en sus ratos libres, siendo este el origen de su posterior interés en el lanzamiento de la jabalina.
Sin embargo, su primer intento en el atletismo lo realizó en la prueba de los 10 000 m, en la que no tuvo buen desempeño. Entonces probó suerte con el lanzamiento de jabalina, especialidad que practicaba uno de sus hermanos mayores quien estudiaba en otra escuela, en la que Yego se matriculó para practicar de mejor manera. Los triunfos comenzaron a llegar poco a poco, hasta el punto de lograr la marca de 64 m, cerca del récord nacional de 67,43 m. Pese a que no pudo participar a la primera oportunidad en el campeonato juvenil de Kenia, sí lo hizo en el 2006, y superó fácilmente la marca nacional con un tiro de 71 m.
Cabe resaltar que en su adolescencia Yego tomó inspiración  de los Juegos Olímpicos de Atenas 2004, y especialmente de Andreas Thorkildsen para iniciar su carrera deportiva. Además, y debido a la escasez de entrenadores en su país, llegó a mejorar su técnica observando vídeos en YouTube del mismo Thorkildsen, Jan Železný, y otros lanzadores de jabalina lo que le granjearía el apodo de Mr. YouTube. Esto le rindió dividendos cuando en el 2008 ganó su primer título a nivel nacional, el cual llegó a defender con éxito dos veces más. De hecho, participó en el 2010 en el campeonato africano de atletismo que tuvo lugar en Nairobi, y con un lanzamiento de  74,51 m logró el tercer puesto.

### Título panafricano
Ya con este historial pudo representar a Kenia en los Juegos de la Mancomunidad de 2010 que se realizaron en Nueva Delhi, y se ubicó en el séptimo puesto de la ronda final, aunque con una pálida marca de 69,60 m. La suerte cambió en el 2011, cuando se adjudicó el primer título para Kenia en el lanzamiento de jabalina en los Juegos Panafricanos de Maputo con una nueva marca nacional de 78,34 m, pese a que estuvo a punto de no asistir por falta de dinero para su viaje. La hazaña le posicionó como el tercero en la lista para el reconocimiento de personalidad deportiva del año en Kenia. Además, el triunfo llamó la atención de la IAAF que le otorgó una beca de seis meses para entrenar en Europa, específicamente en Kuortane, Finlandia.

### Primera participación olímpica
Con el objetivo puesto en los Juegos Olímpicos de Londres, en el mes de abril de 2012 logró un lanzamiento de 79,95 m, suficiente para ser aceptado en los juegos al haber superado la marca estándar «B», lo cual fue ratificado por la IAAF, por lo que se convirtió en el primer keniano especialista en el lanzamiento de jabalina en participar en el magno evento en una nación tradicionalmente representada por corredores. El buen momento lo ratificó en Porto Novo con el primer título africano en esta especialidad para Kenia con una marca de 76,78 m. 
Ya en Londres, su primera experiencia olímpica le brindó la oportunidad de colarse entre los doce finalistas con un tiro de 81,81 m, por lo que pudo competir por las medallas junto a los atletas que había observado en los cyber cafés. En la final se posicionó en el décimo segundo lugar con una marca de 77,15 m.

### Primera participación en el campeonato mundial
La popularidad de Yego en Kenia tras su participación en Londres iba en alza. Para el caso, una compañía telefónica le contrató como figura para sus campañas publicitarias. Además, y en vista de su próximo desafío en el campeonato mundial de Moscú de 2013, destacó en las pruebas clasificatorias al lograr una nueva marca nacional de 82,09 m en Nairobi. Las buenas noticias no pararon ahí, puesto que terminó siendo nombrado como capitán del equipo keniano en dicho evento, pese a las otras descollantes personalidades con quienes partiría hacia Rusia.
En Moscú, Yego pudo clasificarse a la final en la que estuvo a punto de alcanzar la medalla de bronce, ya que el ruso Dmitriy Tarabin le despojó de ella en la última ronda de lanzamientos con una marca de 86,23 m, por 85,40 m del keniano, nuevo récord nacional alcanzado en la quinta ronda.

### Temporada 2014
En el 2014, Yego alcanzó un nuevo triunfo a nivel internacional con la consecución de la medalla dorada en los Juegos de la Mancomunidad de Glasgow. Su marca fue de 83,87 m lograda en la tercera ronda, la cual aventajó al trinitense Keshorn Walcott con 82,13 m. Era la primera ocasión que un keniano se alzaba con la victoria en esta prueba fuera del continente africano, en la que además tuvo que sobreponerse a una lesión en la ingle y al clima lluvioso en el que se desarrolló la competencia. Días después conquistó su segundo título consecutivo en el campeonato africano realizado en Marrakech con un registro de 84,72 m. Por otra parte, tuvo cinco participaciones en la Liga de Diamante y su mejor resultado fue un segundo puesto en Oslo con un lanzamiento de 84,17 m, apenas un centímetro por detrás de Tero Pitkämäki.

### Primer título mundial
En ruta al campeonato del mundo de Pekín, se apuntó una nueva marca personal de 86,88 m en la reunión de Ostrava el 26 de mayo, siendo además la primera victoria en el IAAF World Challenge. Para el 4 de junio superó dicho registro con el segundo puesto en Roma por la Liga de Diamante con un lanzamiento de 87,71 m. Tres días después fue el protagonista de una histórica marca de 91,39 m en Birmingham, la mejor marca de la prueba desde 2006, que supuso también su primera victoria en la Liga de Diamante. La hazaña tuvo el agregado de haber sido realizada en el último lanzamiento de la competencia. El tiro no había sido aceptado en un primer momento, pues se creía que había caído fuera del área válida, que tampoco había sido delineada por los jueces en el lugar donde cayó (de hecho, cerca de la línea que limita dicha área). Después de la deliberación de los jueces fue convalidado.
Tras obtener el cuarto puesto en la reunión de Lausana (85,50 m) y el sexto lugar en Mónaco (81,79 m), se presentó a su segundo mundial de atletismo. Se consideraba que la prueba estaba abierta, sin un atleta especialmente favorito, aparte que la marca ganadora del campeonato mundial de Moscú había sido superada por varios atletas en el 2015. Pero una vez en la final el keniano logró en su tercera oportunidad una marca de 92,72 m, el tercer mejor registro histórico que le brindó el título mundial, el primero para un atleta de su nacionalidad y el segundo para un africano desde 1997. Además, dicho registro quedó a dos centímetros del récord del campeonato.

### Los Juegos Olímpicos de Río de Janeiro
En la Liga de Diamante 2016 Yego obtuvo su mejor resultado en la reunión de Eugene al lograr el segundo puesto con una marca de 84,68 m, antes de presentarse a sus segundos Juegos Olímpicos. Sin embargo, una lesión en el tobillo derecho amenazaba su desempeño antes de la competencia, en la cual no había un claro favorito. El día de la final el campeón mundial únicamente pudo realizar como válido su primer lanzamiento que tuvo una distancia de 88,24 m ya que se retiró en la quinta ronda debido al agravamiento de la lesión, pero que suficiente para obtener la medalla de plata del evento. Thomas Röhler fue el ganador con una marca de 90,30 m. La medalla de Yego significó la primera para Kenia en Juegos Olímpicos en especialidades de lanzamiento. Acabada la temporada, en el mes de octubre sufrió un accidente de tránsito en Kenia del que salió ileso.

### Temporada 2017
Para la temporada 2017, en mayo, Yego se presentó a la reunión de Doha por la Liga de Diamante donde se adjudicó el séptimo lugar con una marca de 81,94 m. En Roma, en el mes de junio, obtuvo la misma posición con un lanzamiento de 82,19 m. Ese mismo mes participó en las pruebas de clasificación para el campeonato del mundo de Londres y salió airoso con una marca de 87,97 m, nuevo récord para el estadio Nacional Nyayo. Pero en Mónaco, el 21 de julio, quedó sexto con un registro de 79,36 m. De esta manera asistió por tercera vez a un campeonato mundial como el defensor del título del 2015. La competencia se presentaba difícil, sin embargo, ya que la temporada había sido dominada por los lanzadores alemanes, específicamente Johannes Vetter y Thomas Röhler. Pese a todo, logró llegar a la final con una marca de 83,57 m, pero en la disputa por las medallas se ubicó décimo tercero: la última posición de los lanzadores al registrar 76,29 m. Su pobre resultado, muy lejos de su brillante desempeño en Pekín, lo atribuyó a una molestia en la ingle.

### Temporada 2018
En el 2018 Yego asistió a los Juegos de la Mancomunidad de Gold Coast para defender su título del 2014. Sin embargo, no pasó de la ronda de clasificación y registró un lanzamiento de 74,55 m. Posteriormente tuvo una participación en la Liga de Diamante en la reunión de Doha, donde fue sexto con 80,75 m, mientras que en el campeonato africano de Asaba ganó su tercera medalla de oro a su cuenta, esta vez con un tiro de 77,34 m. Para el mes de septiembre tomó parte de la copa continental de Ostrava por el equipo de África y fue cuarto con una marca de 78,41 m. Terminada la temporada, el atleta sufrió un accidente de tránsito a bordo de su vehículo  del que salió bien librado.

### Temporada 2019
Para la temporada del año 2019 Yego tenía buenas expectativas para asistir a su cuarto campeonato mundial. Sin embargo, y pese a lograr títulos en el campeonato nacional (84,16 m) y a nivel continental en los Juegos Panafricanos de Rabat (87,73 m, segunda medalla de oro en el certamen con nuevo récord de la justa), en el campeonato mundial de Doha pudo clasificar a la final pero su desempeño fue desalentador al tener tres intentos fallidos sin conseguir ninguna marca.